# Japanolaccophilus niponensis
Japanolaccophilus niponensis är en skalbaggsart som först beskrevs av Toshiro Kamiya 1939.  Japanolaccophilus niponensis ingår i släktet Japanolaccophilus och familjen dykare. Inga underarter finns listade i Catalogue of Life.